# St. Jacobi (Altenhuntorf)

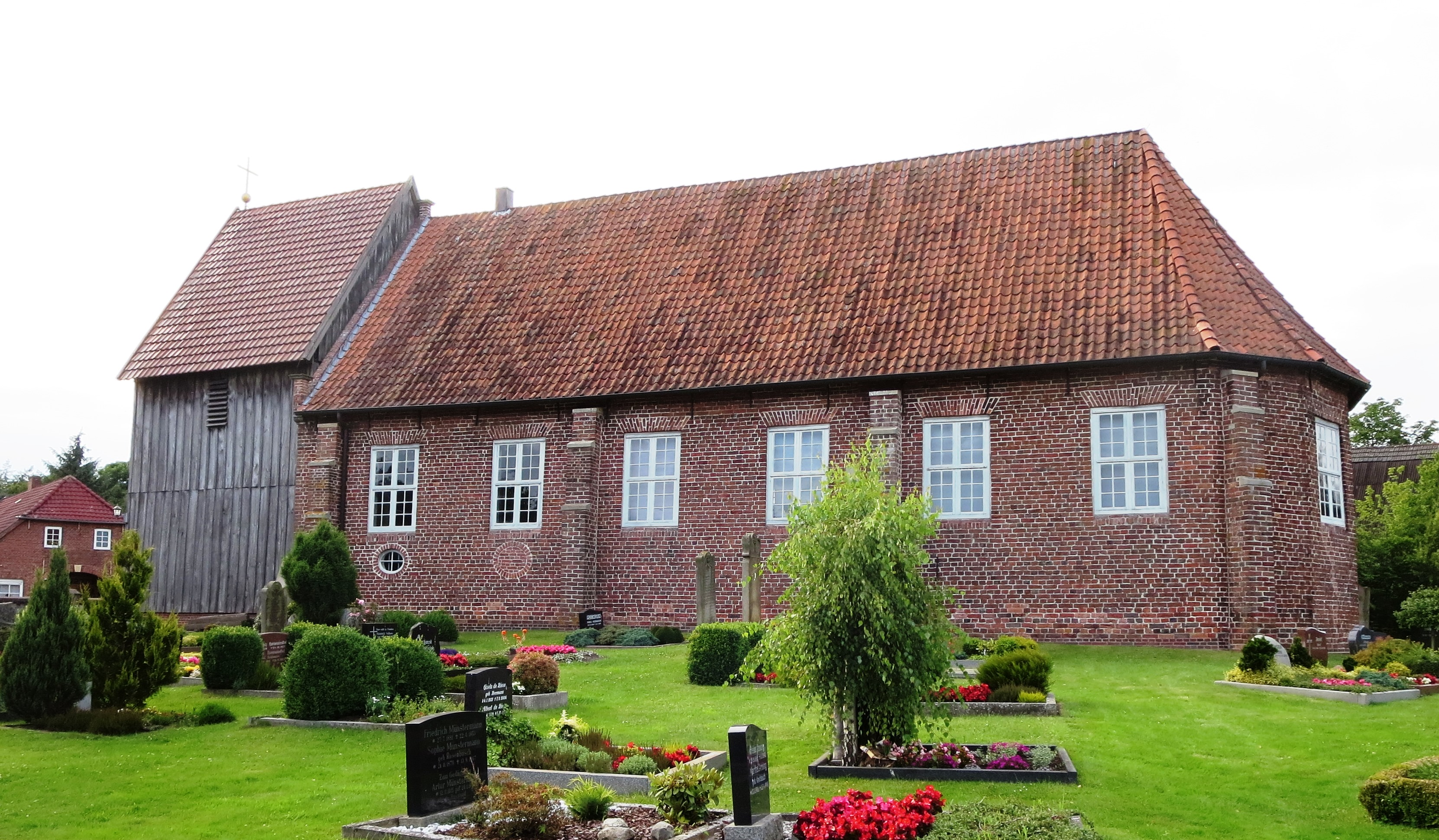
St. Jacobi

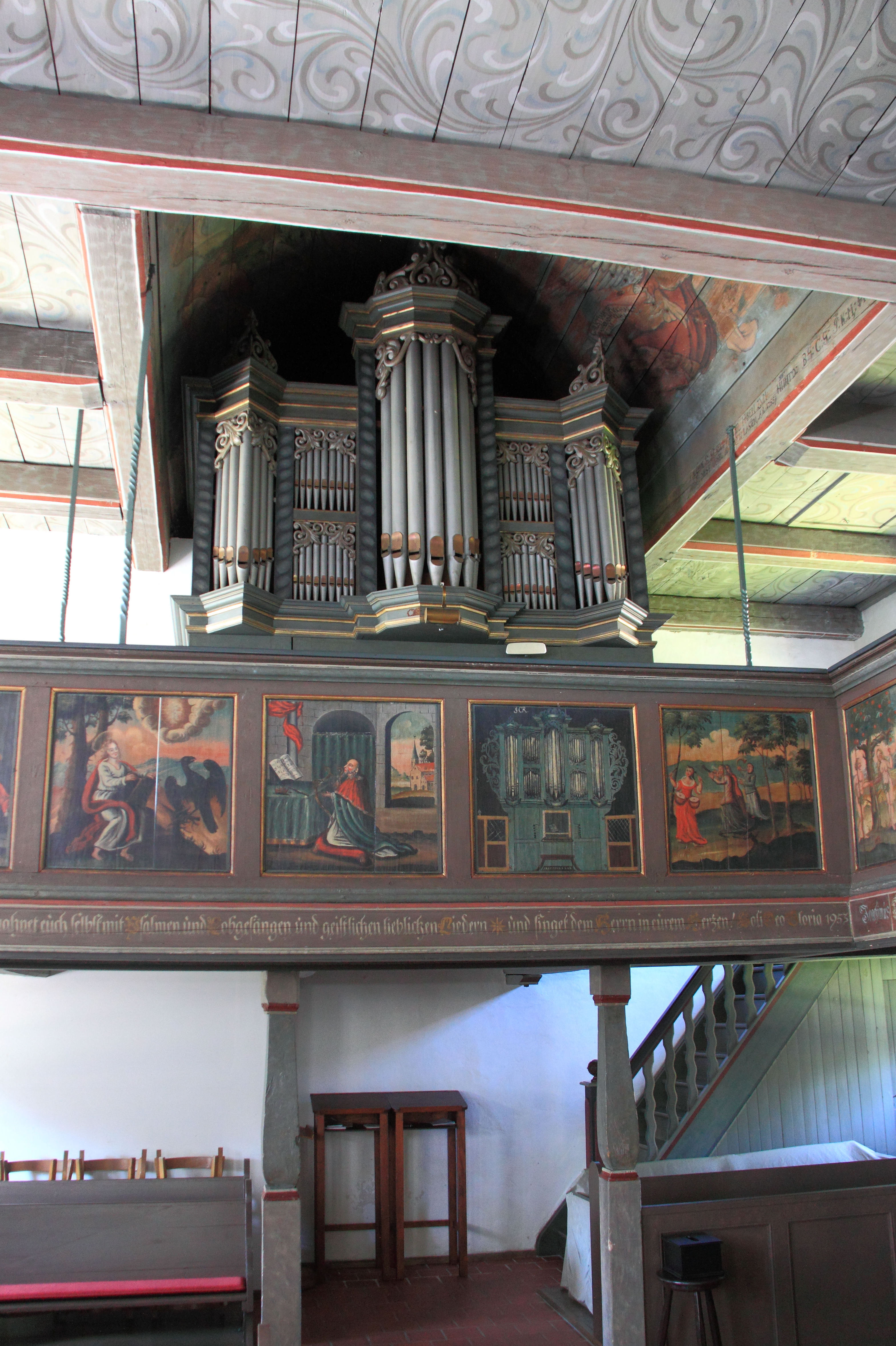
Die Orgel von Johann Martin Schmid

Die evangelisch-lutherische Kirche St. Jacobi steht in Altenhuntorf, einem Ortsteil der Stadt Elsfleth im Landkreis Wesermarsch von Niedersachsen. Die Kirchengemeinde gehört zum Kirchenkreis Wesermarsch der Evangelisch-Lutherischen Kirche in Oldenburg.

## Beschreibung
Der Vorgängerbau war eine Fachwerkkirche in der Form und Größe wie die heutige barocke Saalkirche aus Backsteinen, die 1732 gebaut wurde. Das mit Strebepfeilern versehene Kirchenschiff, das mit einem Satteldach bedeckt ist, hat im Osten einen dreiseitigen Abschluss. Der hölzerne Glockenstuhl von 1685 steht frei im Westen. In ihm hängt eine Kirchenglocke, die 1467 von Hinrich Klinghe gegossen wurde. Sie ist die einzige, die von ihm noch erhalten ist.
Der Innenraum ist mit einer Holzbalkendecke überspannt. Das Altarretabel und die Emporen sind aus der Erbauungszeit. Ins Zentrum des zweigeschossigen, epitaphmäßig aufgebauten Altarretabels ist ein Gemälde eingefügt, das „Christus als Gnadenbrunnen“ (vgl. den Altar in Holle von 1702) darstellt. Auf der Predella ist das Abendmahl  dargestellt. Die übrigen Teile stammen von einem aus dem Vorgängerbau übernommenen Altar von vermutlich 1642: Architekturelemente und die geschnitzten Statuen von Johannes dem Täufer und Jakobus. Auch die Kanzel wurde schon 1644 gebaut. An ihren Korb wurden vier spätgotische Figuren von Aposteln, wohl aus einem älteren Altarretabel versetzt. Die Brüstungen der Emporen sind mit Szenen des Alten und Neuen Testaments bemalt.
Der Bau der ersten Orgel erfolgte 1738 durch Johann Dietrich Busch. Sie wurde 1908 durch eine Orgel unter einem Baldachin mit zehn Registern, verteilt auf zwei Manuale und ein Pedal von Johann Martin Schmid ersetzt.